# Любовта на семкаря
„Любовта на семкаря“ е български игрален филм (комедия) от 1941 година, сценарий и режисура Спас Тотев. Оператор също е Спас Тотев.

## Сюжет
Градският семкар е влюбен в младо момиче. Разхождат се заедно по острова на Марица, правят си признание. Но строгият баща не е съгласен да даде дъщеря си на мъж, който не е служил в армията. Серенадите, които семкарят и приятелите му правят под прозореца на девойката, не трогват бащата. Той подгонва музикантите с дебело дърво.
Младежът отива войник, проявява се и бива награден. Той се завръща с отличията. Посрещат го девойката и баща и́, който най-после благославя двамата влюбени.
След време на младото семейство се раждат много деца. Семкарят, съпругата му и многобройната челяд, придружени от бащата на момичето, се разхождат из града. „Велика България има нужда от войници“ – гласи финалният надпис.

## Състав

### Актьорски състав
Роли във филма изпълняват актьорите:
| Роля      | Изпълнител        |
| --------- | ----------------- |
| семкарят  | Георги Дживилеков |
| девойката | Жана Байгънова    |
|           | Димитър Даскалов  |
|           | Иван Бижев        |

### Технически екип
| Режисьор          | Спас Тотев  |
| Сценарист         | Спас Тотев  |
| Оператор          | Спас Тотев  |
| Асистент-режисьор | Илия Марков |

## Любопитно
Място на снимките: Пазарджик